# Liste der High Courts in Indien
Die High Courts in Indien sind die Obergerichte in den indischen Bundesstaaten. Ihre örtliche Zuständigkeit erstreckt sich über einen oder mehrere Bundesstaaten bzw. Unionsterritorien. Grundsätzliche Regelungen zu den High Courts sind unter Teil VI, Kapitel V (Artikel 214–231) der Verfassung Indiens getroffen. Die Richter an den High Courts werden durch den indischen Staatspräsidenten in Konsultation mit dem Chief Justice of India (dem Präsidenten des obersten indischen Gerichts) und dem jeweiligen Gouverneur des Bundesstaates ernannt. Derzeit gibt es 25 High Courts in Indien. Sitz der High Courts ist meist, aber nicht immer die jeweilige Hauptstadt des Bundesstaats.
Der Calcutta High Court nahm am 2. Juli 1862 als erster seine Arbeit auf. Für einige High Courts wurden Zweigstellen an Orten mit hohen Fallzahlen bzw. in Bundesstaaten, dessen zuständiger High Court sich außerhalb des jeweiligen Bundesstaatsterritoriums befindet, eingerichtet. In Bundesstaaten/Unionsterritorien mit wenigen Fällen wurden nichtpermanente Außenstellen geschaffen.

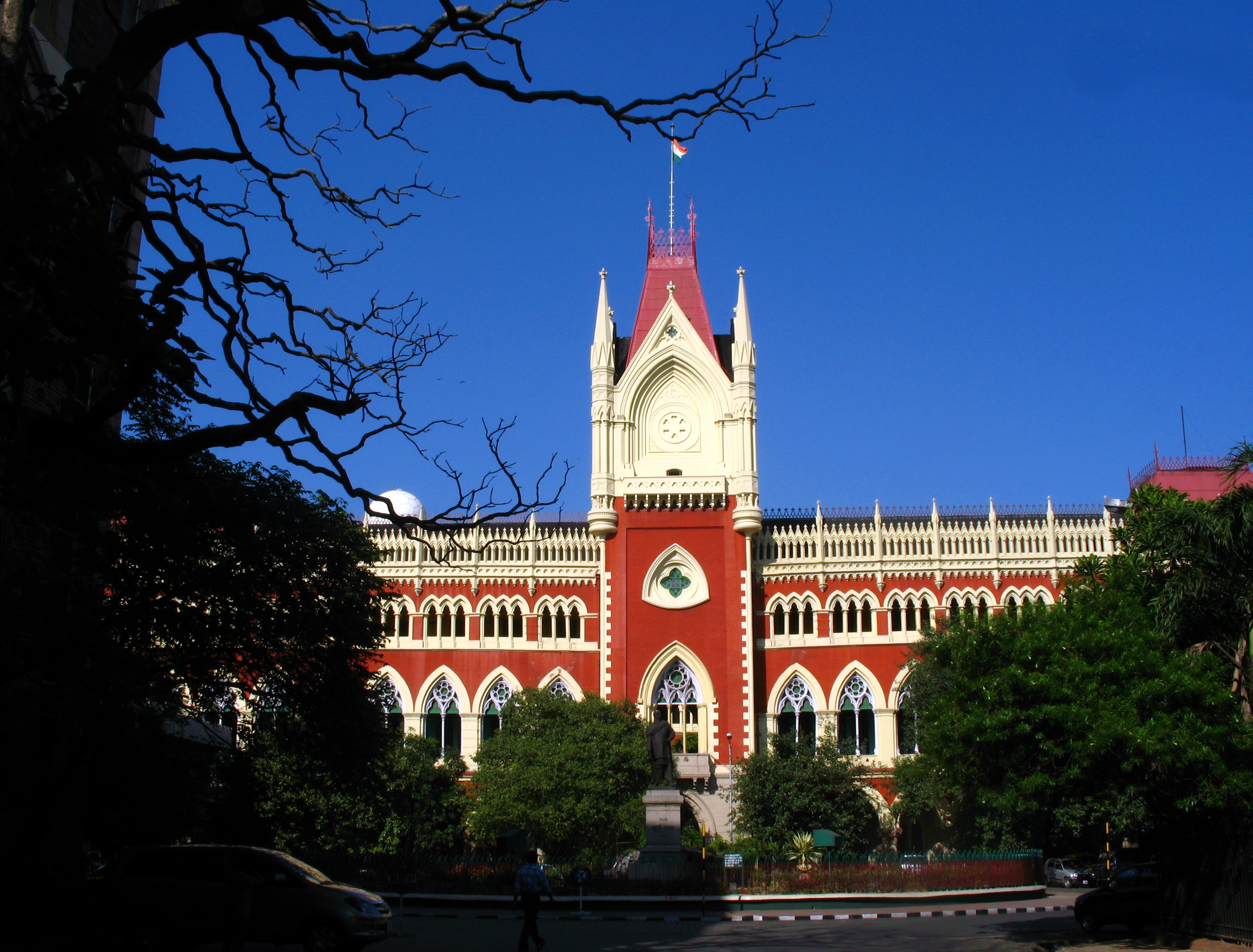
Calcutta High Court in Kalkutta

Am 20. Juli 2016 brachte die indische Regierung eine Gesetzesvorlage (High Courts (Alteration of Names) Bill, 2016) in die Lok Sabha ein, nach dem Bombay High Court, Madras High Court und Calcutta High Court künftig entsprechend der modernen Namen der Städte in Mumbai High Court, Chennai High Court und Kolkata High Court umbenannt werden sollen. Das Vorhaben stieß auf Widerstand. Die Richter am Calcutta High Court sprachen sich gegen die Aufgabe des historischen Namens aus. Das Parlament von Tamil Nadu votierte in einer Resolution für den Namen Tamil Nadu High Court anstelle von Chennai High Court.
| Name                                       | Rechtsgrundlage                                                                   | Zuständigkeitsbereich                                      | Sitz               | Zweig- und Außenstellen      |
| ------------------------------------------ | --------------------------------------------------------------------------------- | ---------------------------------------------------------- | ------------------ | ---------------------------- |
| Allahabad High Court                       | High Courts Act, 1861                                                             | Uttar Pradesh                                              | Allahabad          | Lucknow                      |
| High Court of Andhra Pradesh               | Andhra Pradesh Reorganisation Act, 2014                                           | Andhra Pradesh                                             | Amaravati          |                              |
| Bombay High Court                          | High Courts Act, 1861                                                             | Maharashtra, Goa, Dadra und Nagar Haveli und Daman und Diu | Mumbai             | Nagpur, Panaji, Aurangabad   |
| Calcutta High Court                        | High Courts Act, 1861                                                             | Westbengalen, Andamanen und Nikobaren                      | Kalkutta           | Port Blair                   |
| Chhattisgarh High Court                    | Madhya Pradesh Reorganisation Act, 2000                                           | Chhattisgarh                                               | Bilaspur           |                              |
| Delhi High Court                           | Delhi High Court Act, 1966                                                        | Unionsterritorium Delhi                                    | Neu-Delhi          |                              |
| Gauhati High Court                         | Government of India Act 1935                                                      | Arunachal Pradesh, Assam, Nagaland, Mizoram                | Guwahati           | Aizawl, Itanagar, Kohima     |
| High Court of Gujarat                      | Bombay Reorganisation Act, 1960                                                   | Gujarat                                                    | Ahmedabad          |                              |
| High Court of Himachal Pradesh             | State of Himachal Pradesh Act, 1970                                               | Himachal Pradesh                                           | Shimla             |                              |
| High Court of Jammu and Kashmir and Ladakh | Letters Patent des Maharajas von Kashmir                                          | Jammu und Kashmir, Ladakh                                  | Srinagar und Jammu |                              |
| High Court of Jharkhand                    | Bihar Reorganisation Act, 2000                                                    | Jharkhand                                                  | Ranchi             |                              |
| Karnataka High Court                       | Mysore High Court Act, 1884                                                       | Karnataka                                                  | Bengaluru          | Hubballi-Dharwad, Kalaburagi |
| Kerala High Court                          | States Reorganisation Act, 1956                                                   | Kerala, Lakshadweep                                        | Kochi              |                              |
| Madhya Pradesh High Court                  | Government of India Act, 1935                                                     | Madhya Pradesh                                             | Jabalpur           | Gwalior, Indore              |
| Madras High Court                          | High Courts Act, 1861                                                             | Tamil Nadu, Puducherry                                     | Chennai            | Madurai                      |
| Manipur High Court                         | North-Eastern Areas (Reorganisation) and Other Related Laws (Amendment) Act, 2012 | Manipur                                                    | Imphal             |                              |
| Meghalaya High Court                       | North-Eastern Areas (Reorganisation) and Other Related Laws (Amendment) Act, 2012 | Meghalaya                                                  | Shillong           |                              |
| Orissa High Court                          | Orissa High Court Order, 1948                                                     | Odisha                                                     | Cuttack            |                              |
| Patna High Court                           | Government of India Act, 1915                                                     | Bihar                                                      | Patna              |                              |
| Punjab and Haryana High Court              | High Court (Punjab) Order, 1947                                                   | Punjab, Haryana, Chandigarh                                | Chandigarh         |                              |
| Rajasthan High Court                       | Rajasthan High Court Ordinance, 1949                                              | Rajasthan                                                  | Jodhpur            | Jaipur                       |
| High Court of Sikkim                       | 36. Verfassungszusatz zur Indischen Verfassung 1975                               | Sikkim                                                     | Gangtok            |                              |
| High Court for the State of Telangana      | Andhra Pradesh Reorganisation Act, 2014                                           | Telangana                                                  | Hyderabad          |                              |
| Tripura High Court                         | North-Eastern Areas (Reorganisation) and Other Related Laws (Amendment) Act, 2012 | Tripura                                                    | Agartala           |                              |
| Uttarakhand High Court                     | Uttar Pradesh Reorganisation Act, 2000                                            | Uttarakhand                                                | Nainital           |                              |

## Weblinks

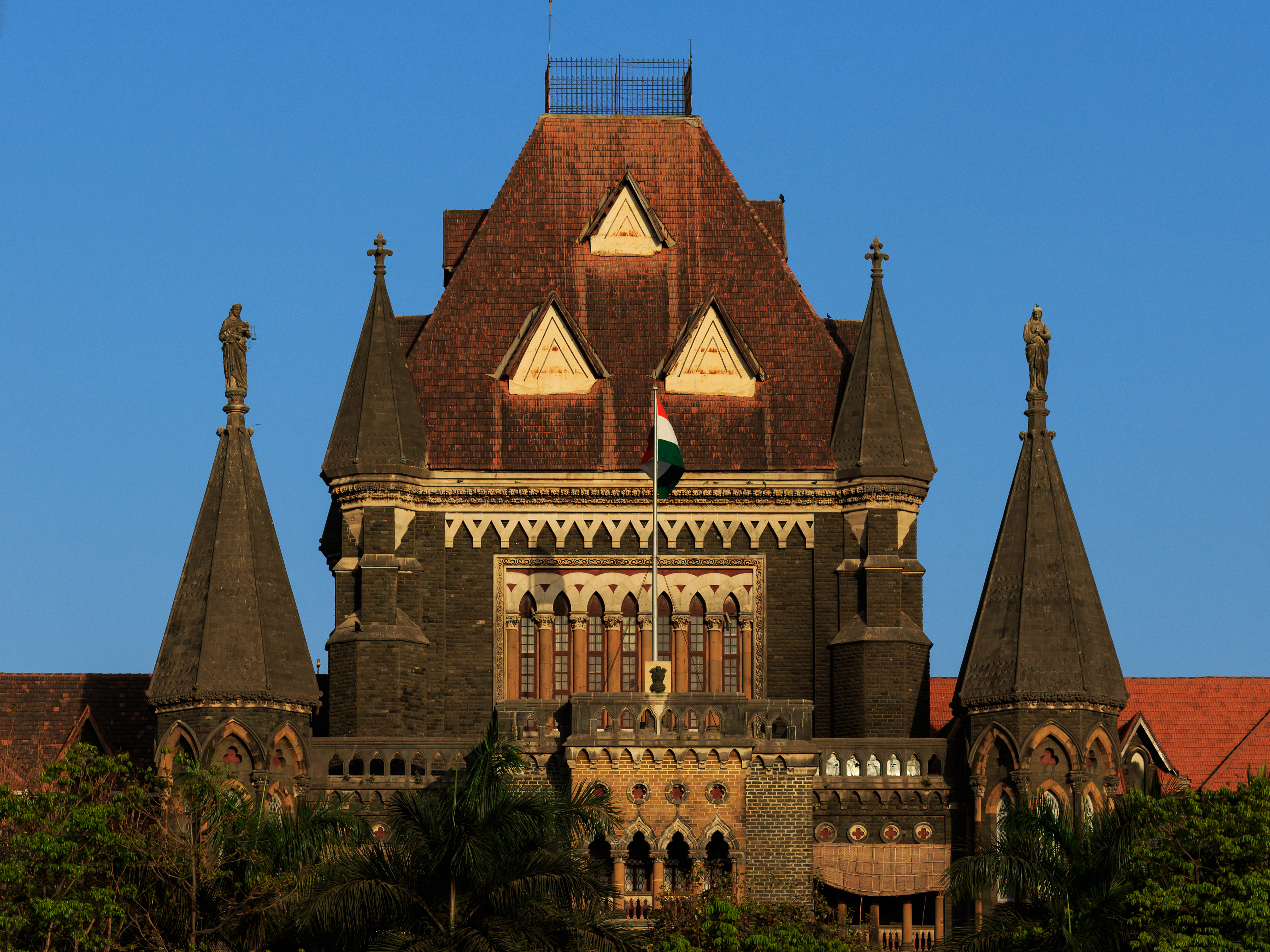
Bombay High Court in Mumbai

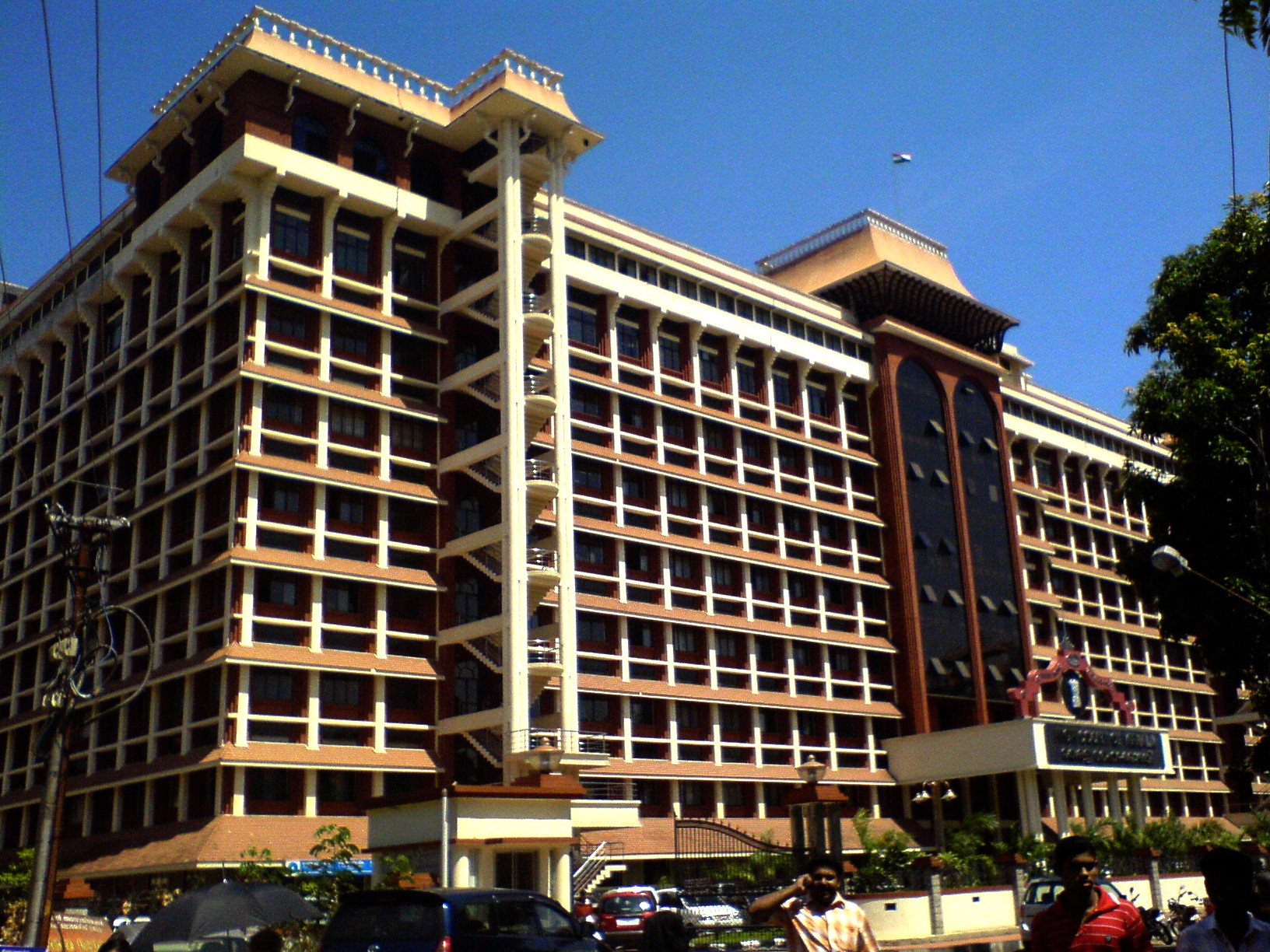
Kerala High Court in Ernakulam